# 第3次沖縄抗争
第3次沖縄抗争（だい3じおきなわこうそう）は、1967年にアメリカ占領下であった沖縄県で起きた、「那覇派」「山原派」の二派連合対「普天間派」の抗争事件。

## 前史
第2次沖縄抗争に生き残った三派連合（那覇派・普天間派・山原派）は、共存を図るために遊技場を共同経営することになった。しかし遊技場開店直前になって、普天間派が道の向こう側に独自の遊技場を開店したことから三派連合の結束が崩れることになった。

## 概要
1967年3月3日、普天間派の幹部宅に銃弾が撃ち込まれたことを契機に第3次抗争が勃発した。
普天間派も反撃したが、数に勝る二派連合（那覇派・山原派）が常に圧倒し、10月19日に二派連合は普天間派首領の田場盛孝を狙撃し死亡させた。
普天間派は報復行動に出ようとしたが、田場の妻は組織解散の道を選び、11月25日に普天間派は解散文を普天間警察署に提出して解散した。
射殺者発生を重く見た琉球警察は、カービン銃を携行した警察官により抗争地域の警らを実施。街頭での警察官のカービン銃携行は、1958年の通貨切換えに伴う交換所警備以来の事態となった。